# پاتاسولا

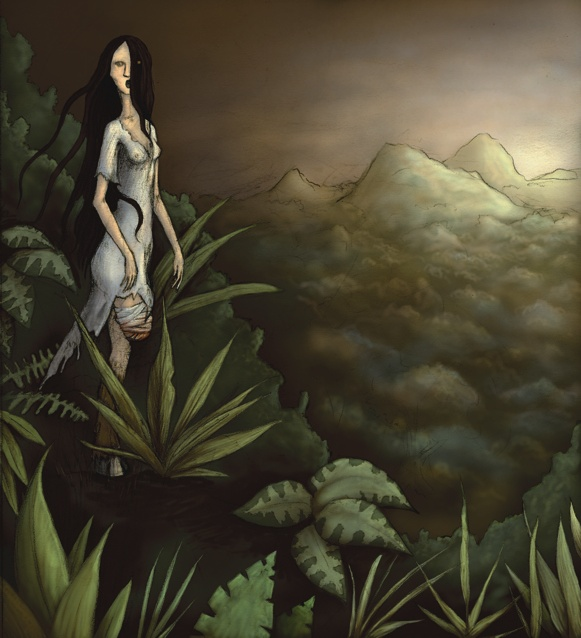
یک نقاشی از پاتاسولا

پاتاسولا یا «تک پا» (به اسپانیایی: La Patasola) شخصیتی اساطیری و خیالی در فرهنگ فولکوریک آمریکای لاتین است که دربارهٔ هیولاهای مؤنثی است که یک پا دارند و در جنگل زندگی می‌کنند. , آن‌ها مردان را درحالی که به زنان فکر می‌کنند، در جایی خارج از جنگل شکار می‌کنند یا اغوایشان می‌نمایند. پاتاسولا به شکل زنی زیبا و اغوا کننده ظاهر می‌شود، که اغلب به گونه‌ای مرد را فریب داده و به جایی در عمق جنگل می‌برد. در آنجا پاتاسولا ظاهر واقعی خود را به عنوان یک موجودی یک پا و وحشی نشان می‌دهد که از گوشت و خون انسان تغذیه می‌کند. او به مردان قربانی حمله کرده و گوشت یا خون آن‌ها را می‌خورد.

## جایگاه
پاتاسولا از افسانه خون‌آشام الهام گرفته‌است. با توجه به باور عمومی، او در دامنه‌های کوهستانی، جنگل‌های بکر و دیگر مناطق بسیار جنگلی زندگی می‌کند. در لبه‌های این مکان‌ها، و عمدتاً در شب، او شکارچیان مرد، چوبداران، معدنچیان و دامداران را اغوا و شکار می‌کند. او همچنین به فعالیت‌های روزانه خود نیز می‌پردازد. او با عطر بدن خود شکارچی‌ها و سگ‌های شکاری را به بازی می‌گیرد. پاتاسولا معمولاً به عنوان محافظ طبیعت و حیوانات جنگلی و محیط زیستش در نظر گرفته می‌شود و زمانی که انسان‌ها وارد حوزهٔ او شوند تا تغییری ایجاد کنند یا آنجا را به ورطهٔ نابودی بکشند، دست به کار می‌شود.
علاوه بر این، نام دقیق و ویژگی‌های اسطوره بر اساس منطقه متفاوت است. به عنوان مثال، یک موجود شبیه پاتاسولا به نام لا توندا در منطقه ساحلی پاسیفیک کلمبیا حضور دارد. دیگر موجودات اساطیری که در توضیحات به پاتاسولا مشابه هستند اما در نام‌هایشان متفاوت‌اند، در سراسر آمریکای لاتین یافت می‌شوند.

## مشخصات فیزیکی
یکی از مهم‌ترین ویژگی‌های این موجود اساطیری، که از نام برده می‌شود، یک پا بودن او است. اعتقاد بر این است که او فقط یک پا دارد. با وجود تنها داشتن یک پا، پاتاسولا می‌تواند به سرعت در راه‌های جنگلی حرکت کند. در حالت طبیعی او ظاهر وحشتناکی دارد. دربارهٔ چهرهٔ واقعی او همچنین گفته‌اند که یک پستان، چشمانی پر از اشک و گربه ای، یک بینی قلابی، لب‌هایی بزرگ و موهای لخت دارد.
پاتاسولا همچنین می‌تواند به اشکال و ظاهرها مختلف دگرگون شود. او معمولاً ظاهر یک زن زیبا را تقلید می‌کند تا مردان را فریب داده و اغوا کند. پس از آن او قربانیان را برای مکیدن خون یا خوردن گوشتشان می‌کشد. همچنین اعتقاد بر این است که او می‌تواند به دیگر حیوانات تبدیل شود، به عنوان مثال یک سگ سیاه یا گاو بزرگ سفید.
با توجه به نظرات خاویر اوکامپو لوپز، هنگامی که لا پاتاسولا خوشحال است، به بالای درختات یا قلهٔ کوه می‌رود و آواز زیر را می‌خواند:
«من بیش از سیرن هستم

من تنها در جهان زندگی می‌کنم

و هیچ‌کس نمی‌تواند به من مقاومت کند

چون من پاتاسولا هستم

در جاده، در خانه

در کوه و رودخانه

در هوا و در ابرها

هر جایی که وجود دارد، من هستم.»

## سرگذشت اساطیری
داستان منشأ زندگی پاتاسولا متفاوت است، اما معمولاً از الگوی یک زن نانجیب و نادرست یا به عبارت دیگر «بد» سرچشمه می‌گیرد. برخی معتقدند که او مادری بود که پسرش را کشت و سپس به عنوان مجازات به جنگل‌ها تبعید شد. بعضی دیگر معتقدند که او زنی ستمکار بود که به زنان و مردان بی‌رحمانه حکومت می‌کرد و به همین دلیل آن‌ها با تبر یک پایش را قطع کردند و او را به آتش کشیدند. پس از آن او از آسیب‌هایشان جان سالم به در برد و اکنون در جنگل‌ها و کوه‌ها معیشت می‌کند. در یک داستان دیگر، او یک زن نابخرد بود که شوهرش را فریب داد و با کارفرمای او خوابید. پس از کشف خیانت او، همسر حسودش زن و کارفرما را کشت. او مرد، اما روح او در بدن یک پایش باقی ماند.

## اهداف
در سنت آمریکای لاتین، اسطوره‌ها و افسانه‌های اینچنینی اغلب به عنوان یک داستان احتیاطی یا اخلاقی عمل می‌کنند.
به‌طور ویژه، افسانه عامیانه‌ای مانند پاتاسولا برای تقویت هنجارهای جنسیتی و رفتار جنسی استفاده می‌شود. جوامع آمریکای لاتین مانند کلمبیا از فرهنگ فولکوریک عامه برای کنترل رفتار جنسی افراد، به ویژه در سنین پایین‌تر استفاده می‌کنند. اعتقاد به نیاز به ایجاد رفتار مناسب جنسی از این ایده پیروی می‌کند که یک جامعه منظم بر خانواده‌هایی دارای الگوی مردسالاری با همسرانی مطیع استوار است.